# Mistrzostwa Europy w Short Tracku 2021
25. edycja Mistrzostw Europy w Short Tracku odbyła się w Gdańsku w dniach 22-24 stycznia 2021. Organizatorem zawodów była Międzynarodowa Unia Łyżwiarska (ISU). Zawodnicy i zawodniczki rywalizowali w Hali Olivia. W obawie przed pandemią COVID-19 z udziału w turnieju zrezygnowały Włoszka Arianna Fontana, a także Brytyjka Elise Christie i reszta jej koleżanek z zespołu. Klasyfikację medalową wygrała reprezentacja Holandii przed Rosjanami i Włochami. Polka Natalia Maliszewska wywalczyła srebrny medal w biegu na 500 metrów, natomiast w wieloboju zajęła piąte miejsce.

## Klasyfikacja medalowa
Pogrubieniem oznaczono kraj będący gospodarzem imprezy (Polska).
| Lp.    | Kraj     | Złoto | Srebro | Brąz | Razem |
| 1.     | Holandia | 5     | 3      | 5    | 13    |
| 2.     | Rosja    | 5     | 1      | 4    | 10    |
| 3.     | Włochy   | 1     | 3      | 1    | 5     |
| 4.     | Francja  | 1     | 0      | 0    | 1     |
| 5.     | Niemcy   | 0     | 3      | 1    | 4     |
| 6.     | Węgry    | 0     | 1      | 1    | 2     |
| 7.     | Polska   | 0     | 1      | 0    | 1     |
| Ogółem | Ogółem   | 12    | 12     | 12   | 36    |

## Medaliści i medalistki

### Mężczyźni
| Konkurencja            | Złoto                                                                               | Czas     | Srebro                                                                    | Czas     | Brąz                                                                                       | Czas     |
| ---------------------- | ----------------------------------------------------------------------------------- | -------- | ------------------------------------------------------------------------- | -------- | ------------------------------------------------------------------------------------------ | -------- |
| 500 metrów             | Konstantin Iwlijew                                                                  | 40.779   | Pietro Sighel                                                             | 40.896   | Itzhak de Laat                                                                             | 41.056   |
| 1000 metrów            | Siemion Jelistratow                                                                 | 1:24.885 | John-Henry Krueger                                                        | 1:25.232 | Itzhak de Laat                                                                             | 1:25.280 |
| 1500 metrów            | Siemion Jelistratow                                                                 | 2:18.384 | Denis Ajrapetjan                                                          | 2:18.521 | Sjinkie Knegt                                                                              | 2:18.561 |
| Superfinał 3000 metrów | Pietro Sighel                                                                       | 4:56.498 | Itzhak de Laat                                                            | 4:56.890 | John-Henry Krueger                                                                         | 4:57.226 |
| Wielobój               | Siemion Jelistratow                                                                 | 71 pkt.  | Pietro Sighel                                                             | 55 pkt.  | Itzhak de Laat                                                                             | 55 pkt.  |
| Sztafeta 5000 metrów   | Holandia Itzhak de Laat Dylan Hoogerwerf Sjinkie Knegt Jens van ’t Wout Friso Emons | 6:56.420 | Włochy Andrea Cassinelli Yuri Confortola Pietro Sighel Luca Spechenhauser | 6:56.544 | Rosja Siemion Jelistratow Daniił Ejbog Konstantin Iwlijew Pawieł Sitnikow Denis Ajrapetjan | 6:56.653 |

### Kobiety
| Konkurencja            | Złoto                                                                            | Czas     | Srebro                                                                                      | Czas     | Brąz                                                                                   | Czas     |
| ---------------------- | -------------------------------------------------------------------------------- | -------- | ------------------------------------------------------------------------------------------- | -------- | -------------------------------------------------------------------------------------- | -------- |
| 500 metrów             | Suzanne Schulting                                                                | 43.317   | Natalia Maliszewska                                                                         | 43.441   | Xandra Velzeboer                                                                       | 43.474   |
| 1000 metrów            | Suzanne Schulting                                                                | 1:28.573 | Selma Poutsma                                                                               | 1:28.873 | Anna Seidel                                                                            | 1:29.357 |
| 1500 metrów            | Suzanne Schulting                                                                | 2:24.446 | Anna Seidel                                                                                 | 2:24.777 | Sofija Proswirnowa                                                                     | 2:25.468 |
| Superfinał 3000 metrów | Sofija Proswirnowa                                                               | 5:37.076 | Anna Seidel                                                                                 | 5:37.210 | Jekatierina Jefriemienkowa                                                             | 5:37.561 |
| Wielobój               | Suzanne Schulting                                                                | 102 pkt. | Anna Seidel                                                                                 | 55 pkt.  | Sofija Proswirnowa                                                                     | 53 pkt.  |
| Sztafeta 3000 metrów   | Francja Gwendoline Daudet Tifany Huot-Marchand Aurélie Lévêque Aurélie Monvoisin | 4:17.135 | Holandia Rianne de Vries Selma Poutsma Suzanne Schulting Xandra Velzeboer Georgie Dalrymple | 4:23.161 | Włochy Gloria Ioriatti Cynthia Mascitto Arianna Sighel Martina Valcepina Elena Viviani | 4:28.234 |